# Kościół św. Idziego w Krakowie
Kościół św. Idziego – zabytkowy, rzymskokatolicki kościół dominikanów znajdujący się w Krakowie, w dzielnicy I Stare Miasto przy ulicy Grodzkiej 67, na Starym Mieście, u podnóża Wawelu. 

## Historia
Według tradycji został on wybudowany w końcu XI w. przez księcia Władysława Hermana jako dziękczynienie po urodzeniu się jego syna Bolesława Krzywoustego, które mieli zawdzięczać modłom i darom zanoszonym do prowansalskiego opactwa St. Gilles. Pod obecnym kościołem gotyckim nie odnaleziono jednak żadnych reliktów romańskich, a trudno oczekiwać, iż świątynia fundowana z takich powodów, byłaby drewniana. Z tego powodu część badaczy skłania się ku przypuszczeniu, że pierwotnie wezwanie św. Idziego nosił dzisiejszy kościół św. Andrzeja, a pierwszym budynkiem na tym miejscu była świątynia gotycka.
Podczas badań archeologicznych w 2015 (o niewielkim zasięgu) odkryto pod obecną posadzką pozostałości bruku kamiennego, długotrwale użytkowanego. Nie jest pewne, czy znajdował się on we wnętrzu ewentualnej wcześniejszej budowli, jednak brak typowych warstw akumulujących odpady może wskazywać na fakt, że to miejsce służyło celom sakralnym.
Kościół gotycki został zbudowany w pierwszej połowie XIV w. Początkowo znajdował się pod patronatem benedyktynów, potem dominikanów. Z czasem budowla obrosła szeregiem XVII- i XVIII-wiecznych przybudówek, z których dużą część rozebrano w XIX w. Około roku 1905 Rada Miejska Miasta Krakowa – w ramach architektonicznego porządkowania ulic miasta – podjęła decyzję o wyburzeniu znajdujących się w złym stanie zabytkowych obiektów przylegających do kościoła, co doprowadziło do głośnego sporu ze środowiskiem miłośników zabytków Krakowa. Sprzeciw zgłosili m.in.: Stanisław Wyspiański, Leon Wyczółkowski, Konstanty Laszczka, Stanisław Tomkiewicz, Jerzy Mycielski, Marian Sokołowski, Józef Muczkowski, Leonard Lepszy, Klemens Bąkowski i Stanisław Krzyżanowski. Zatarg został zażegnany, dzięki interwencji Helferta, prezydenta Najwyższej Komisji Centralnej w Wiedniu, który pismem z dn. 24 listopada 1905 r. wywarł nacisk na prezydenta Krakowa i spowodował w konsekwencji uchylenie uchwały Rady Miejskiej. Prawdopodobnie był to też efekt zakulisowych działań prof. hr. Mycielskiego, którego łączyła przyjaźń z następcą tronu arcyksięciem Franciszkiem Ferdynandem. Ostatecznie więc częściowo zburzono otaczające kościół rudery, pozostawiając jedynie XVIII-wieczny dom z dachem łamanym. Wtedy też powstały podcienia łączące ów dom z kościołem. Stojące w sąsiedztwie świątyni od strony ul. Grodzkiej dwie duże kamienice zostały zburzone z polecenia władz niemieckich podczas okupacji, w ramach urbanistycznego "porządkowania" przez okupanta otoczenia Wawelu. 

## Opis
Kościół jest jednonawowy, orientowany, zbudowany z cegły. W 2015 odkryto relikty fundamentu umiejscowionego w środku nawy filara, dzięki czemu potwierdzono hipotezę, że gotycki kościół pierwotnie był dwunawowy, z jednym, centralnym filarem podtrzymującym sklepienie.
Wewnątrz kościoła znajdują się stalle z różnobarwnych marmurów, wapienia pińczowskiego, piaskowca i alabastru. Jest to pozostałość po nagrobku św. Jacka z jego kaplicy w kościele dominikanów (wykonanym w XVI w. przez Jana Michałowicza z Urzędowa). W tęczy znajduje się późnogotycki krucyfiks, na sklepieniu herby Tęczyńskich z XVI wieku. Kościół został odremontowany pod kierownictwem o. Adama Studzińskiego w latach 80. XX wieku. 
Przy wyjściu z kościoła widnieje brązowa tablica z 1987 roku upamiętniająca przysięgę krakowskich harcerzy złożoną w roku pielgrzymki do ojczyzny Jana Pawła II.
Na placu przed kościołem znajduje się Krzyż Katyński (1990). 

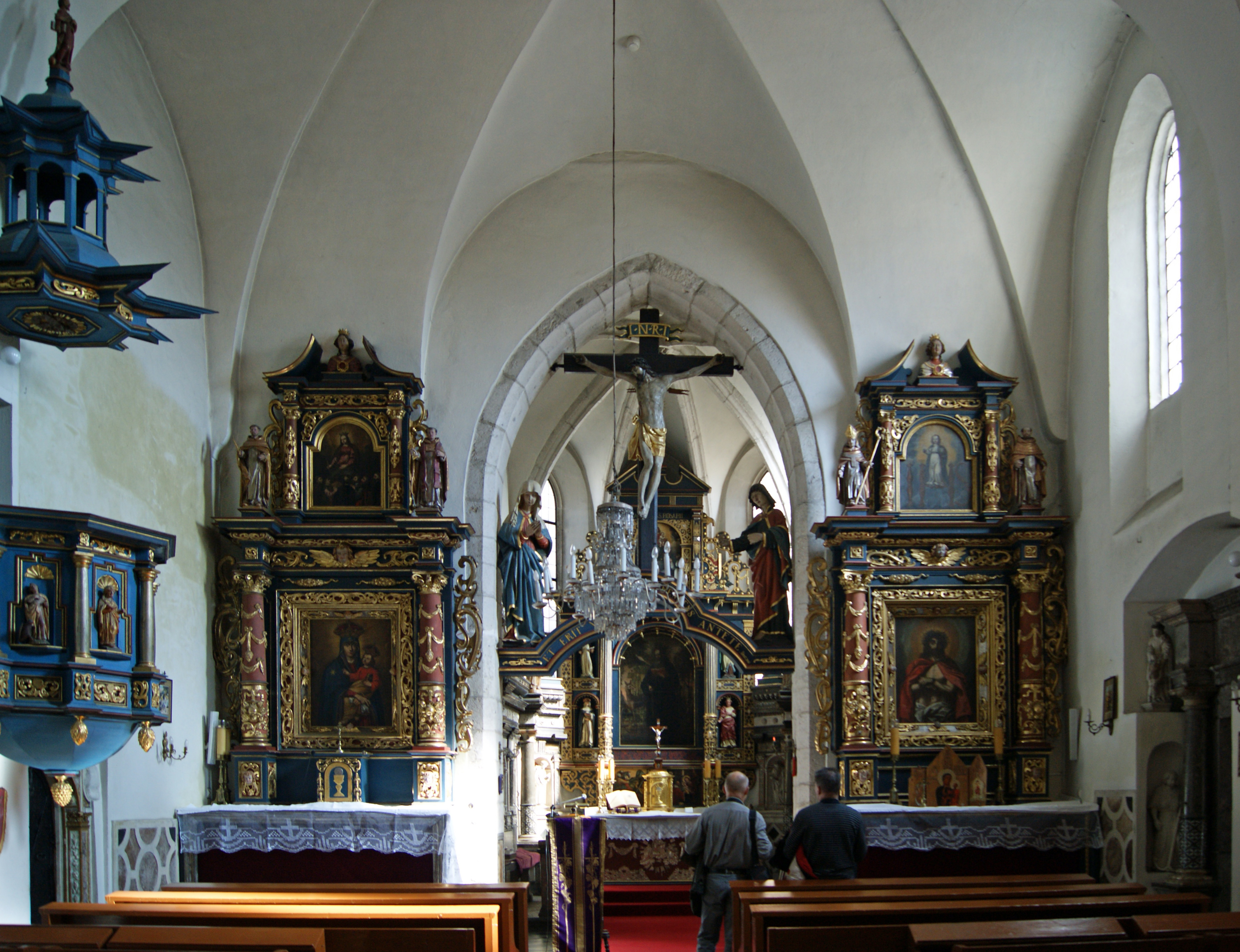
Wnętrze kościoła.
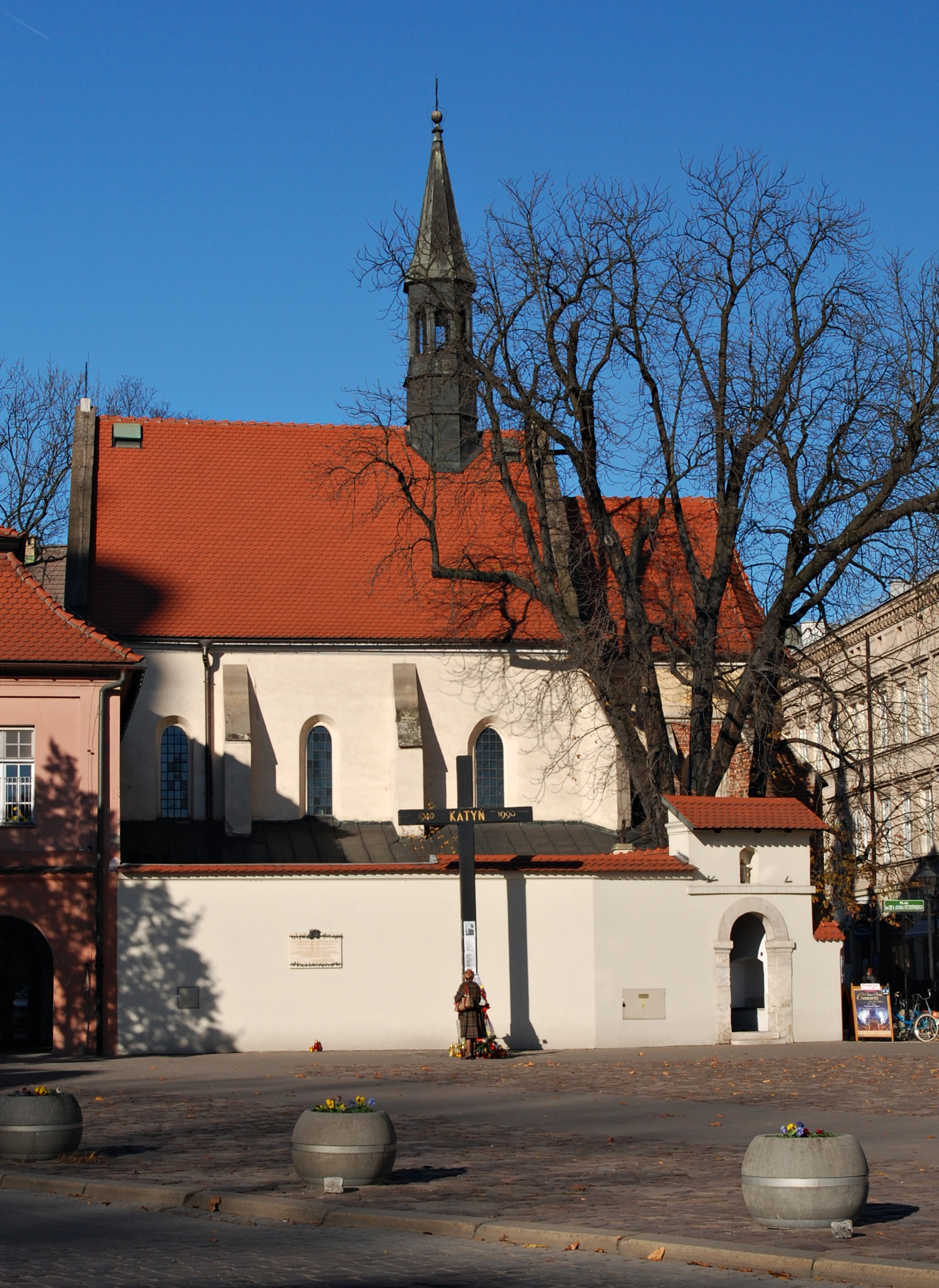
Widok świątyni od strony placu o. Adama Studzińskiego (2010).
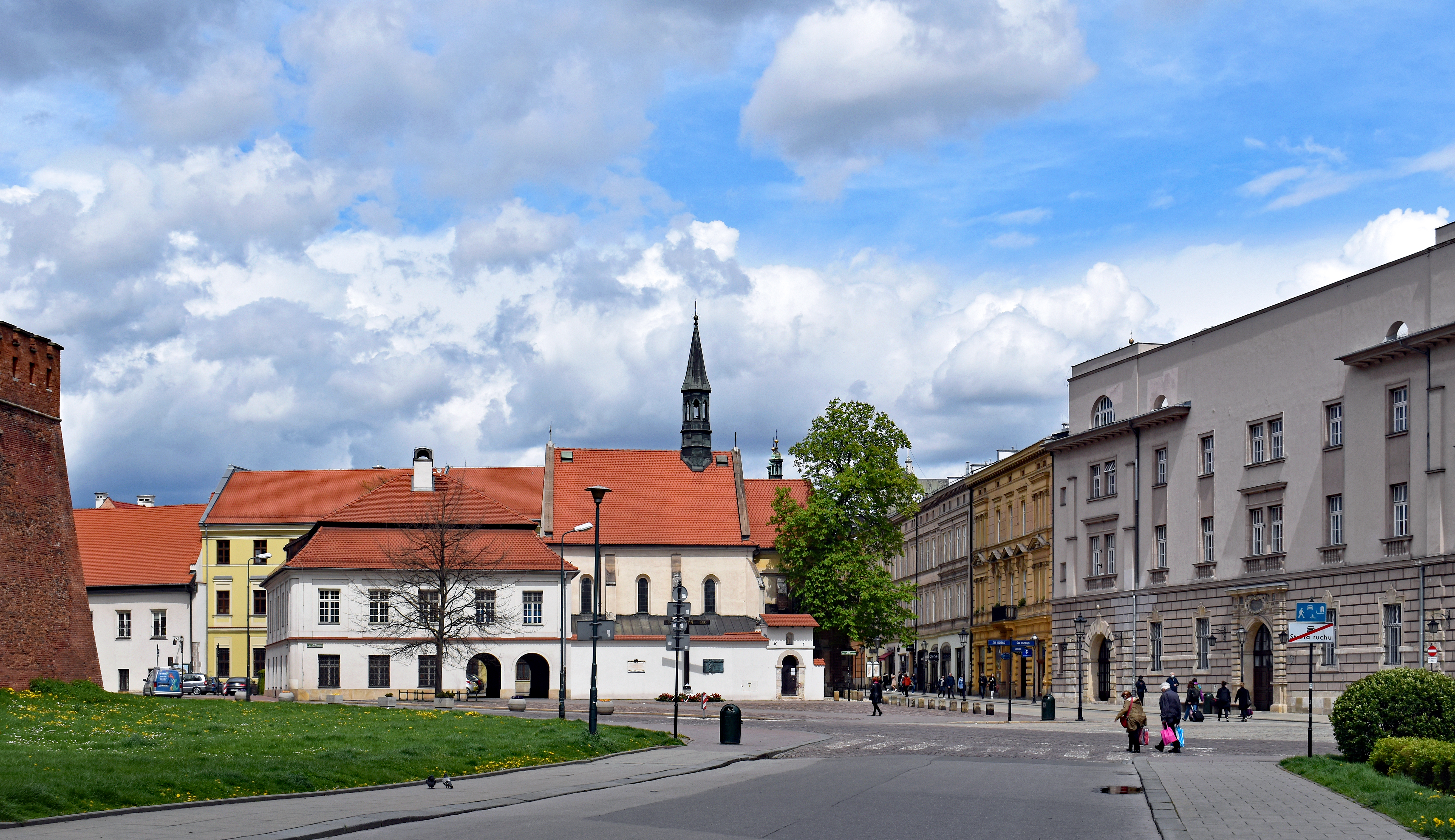
Kościół i dom kapitulny (2021)
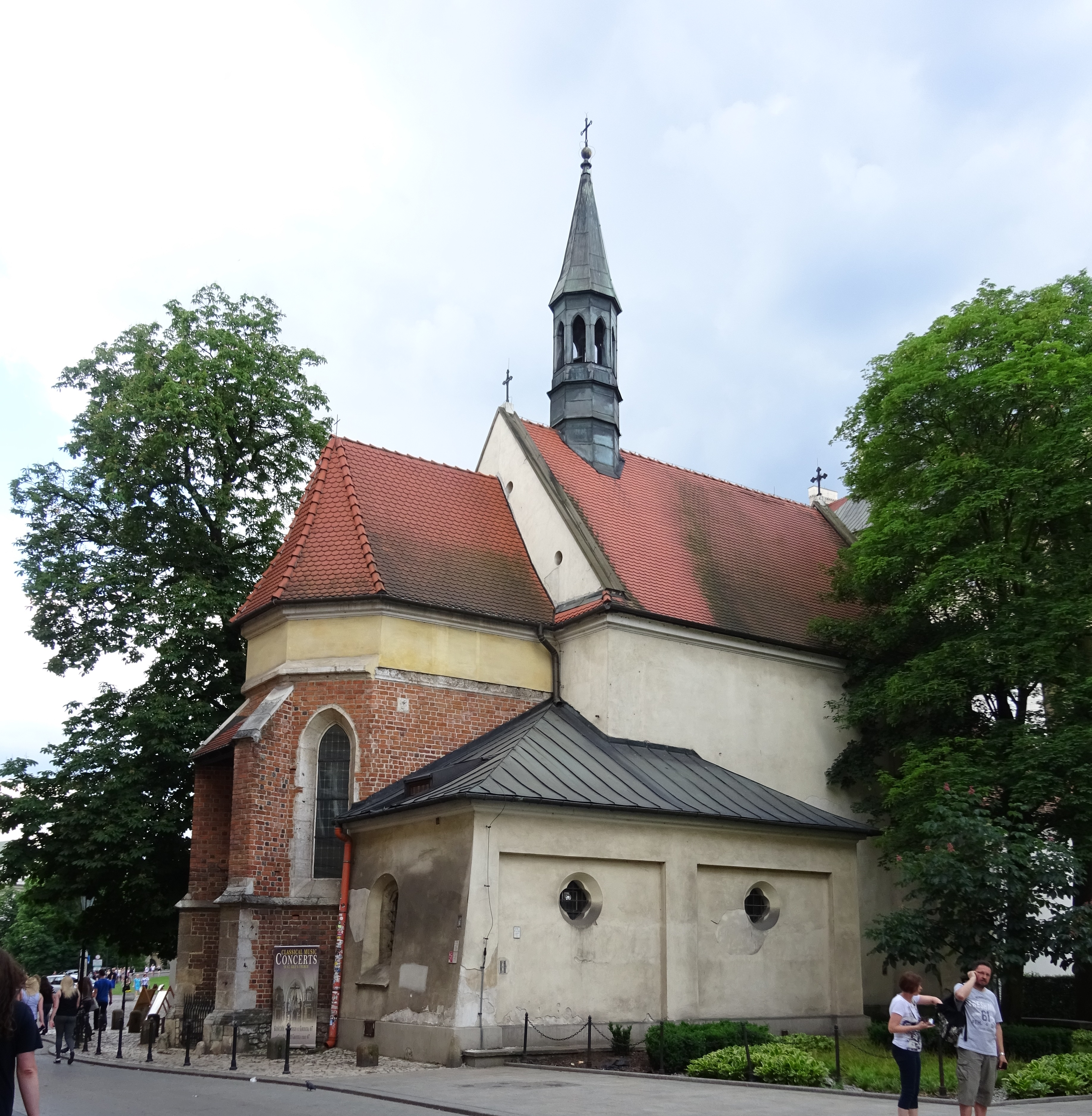
Widok kościoła od strony północnej, z ul. Grodzkiej. Widoczne gotyckie prezbiterium i zakrystia.